# Godlewo (Białoruś)
Godlewo – dawny folwark. Tereny, na których był położony, leżą obecnie na Białorusi, w obwodzie mińskim, w rejonie mołodeckim, w sielsowiecie Markowo.

## Historia
W czasach zaborów folwark szlachecki w powiecie oszmiańskim, w granicach Imperium Rosyjskiego. W 1866 roku liczył 8 mieszkańców w 1 domu.
W latach 1921–1945 folwark leżał w Polsce w województwie wileńskim, w powiecie oszmiańskim (od 1927 roku w powiecie mołodeckim), w gminie Bienica.
W 1931 w 2 domach zamieszkiwały 22 osoby.